# Manuel Manzo
Manuel Manzo (* 10. Februar 1952 in Mexiko-Stadt) ist ein ehemaliger mexikanischer Fußballspieler, der im Mittelfeld agierte. Er galt als großes Talent, litt aber zugleich unter Alkoholproblemen. Nach seiner aktiven Laufbahn war er Trainer von Toros Neza.

## Leben

### Verein
Manzo erhielt seinen ersten Profivertrag bereits 1968 im Alter von 16 Jahren beim mexikanischen Erstligisten León FC.
Nachdem er 1972 einen Vertrag bei Atlético Español unterschrieben hatte, kehrte er in seine Heimatstadt zurück. Drei Jahre später wechselte er zu Chivas Guadalajara, wo er von 1975 bis 1977 unter Vertrag stand. Anschließend spielte er eine Saison für die UNAM Pumas, bevor er im Sommer 1978 zu Atlético Español zurückkehrte. Allerdings wechselte er nach nur sechs Spielen für die Toros Anfang November 1978 in die North American Soccer League zu Houston Hurricane. Dort erlebte er 1979 seinen persönlichen Tiefpunkt, als er unter Alkoholeinfluss in einem Hotel-Swimmingpool beinahe ums Leben gekommen wäre.
Manzo erholte sich von diesem schweren Unglück und kehrte in seine Heimat zurück, wo er in der Saison 1979/80 noch einmal bei Chivas Guadalajara unter Vertrag stand, bevor er zu den UNAM Pumas zurückkehrte, mit denen er zwischen 1980 und 1983 zweimal den CONCACAF Champions Cup sowie je einmal die Copa Interamericana und den mexikanischen Meistertitel gewann. Besonders am Gewinn der einheimischen Meisterschaft hatte Manzo erheblichen Anteil. Denn von den 12 Toren, die die Pumas in der Gruppenphase der Meisterschaftsendrunde erzielten, gelangen ihm allein fünf Treffer. Diese brachten seinem Verein ebenso viele Punkte ein, ohne die den Pumas der Gruppensieg und somit die Finalteilnahme versagt geblieben wäre.
Nach zwei jeweils einjährigen Stationen bei den UANL Tigres und den Coyotes Neza beendete er seine aktive Laufbahn beim CF Atlante.

### Nationalmannschaft
1972 nahm Manzo für Mexiko am olympischen Fußballturnier teil und zwei Jahre später schaffte er den Sprung in die A-Nationalmannschaft, für die er am 31. März 1974 in einem Testspiel gegen Brasilien sein Länderspieldebüt gab und in der 53. Minute das Ausgleichstor zum 1:1-Endstand erzielte. Es war sein erstes von insgesamt drei Länderspieltoren, denen noch der Siegtreffer zum 1:0 gegen die DDR am 6. August 1975 und ein Treffer zum 4:0 gegen Kuba am 1. November 1981 folgten. Sein letztes Länderspiel, das torlos endete, bestritt Manzo am 22. November 1981 im Rahmen der WM-Qualifikation für 1982 gegen Honduras.

## Erfolge
- Mexikanischer Meister: 1981
- CONCACAF Champions Cup: 1980 und 1982
- Copa Interamericana: 1981